# Українсько-іспанські відносини
Украї́нсько-іспа́нські відно́сини (ісп. Relaciones entre España y Ucrania) — двосторонні відносини між державами Україна та Іспанія у галузі міжнародної політики, зокрема, економіки, освіти, науки, культури тощо. 31 грудня 1991 року Іспанія визнала незалежність України, 30 січня 1992 встановила з нею дипломатичні відносини.
У 1992 відкрито Посольство Іспанії в Україні; в 1995 відкрилося Посольство України в Іспанії. Двосторонні відносини між двома країнами характеризуються різноманітністю та полівалентністю. Іспанія є важливим партнером України та сприяє її наближенню до Європейського Союзу.

## Історія

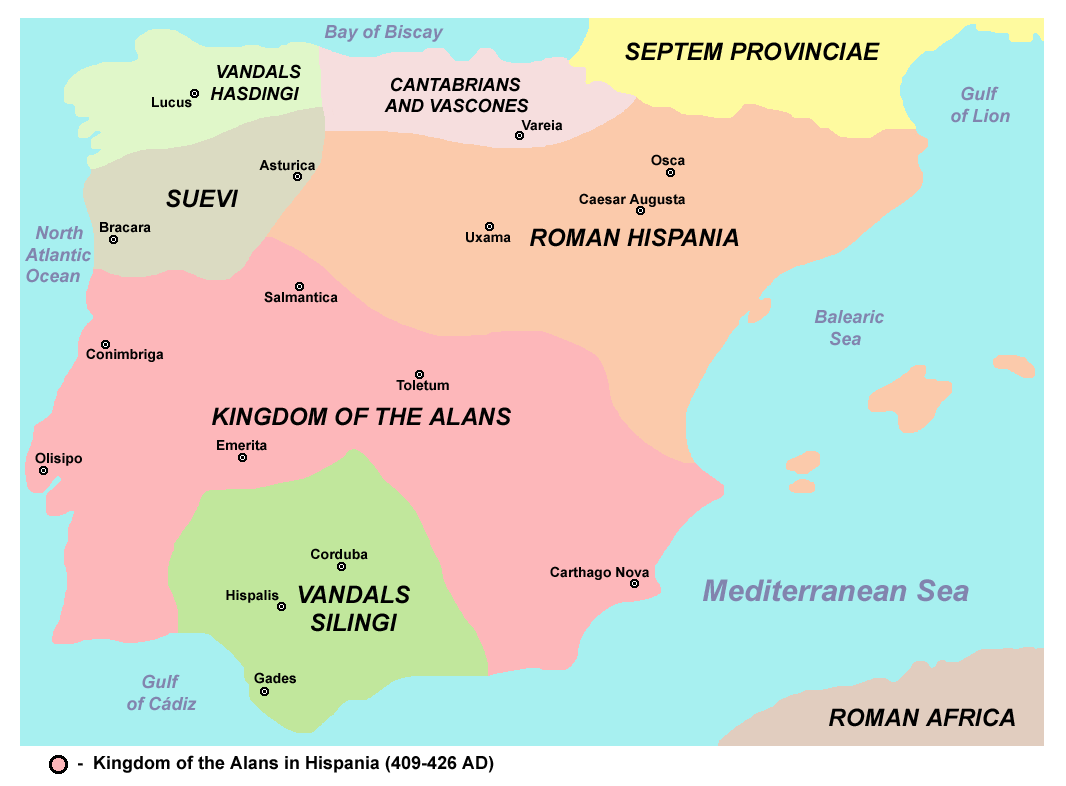
Алани в Іспанії

У V столітті з українських степів до іспанських земель прийшли сарматські племена аланів. У союзі з германським племенем свевів вони заснували Свевське королівство в Галісії, а також Аланську державу в Південній Іспанії.
У VI столітті Піренейський півострів підкорили вестготи. Це була одна з гілок готського народу, який після втрати власної держави в Україні, мігрував до Середземномор'я, де заклав Італійське та Іспанське королівства.
На початку VIII століття іспанські терени завоювали мусульмани. Частину війська завойовників становили раби, так звані сакаліби (слов'яни), набрані зі Східної Європи. У ХІ столітті, після розпаду Кордовського халіфату, деякі раби-вояки стали очільниками тайф в Іспанії.
Під час Тридцятилітньої війни (1618—1648) українські козаки брали участь на боці католицького іспансько-португальського союзу проти протестантської коаліції, підтримуваної Османами і Московією. Пізніше місто Одеса засноване іспанським генералом Хосе де Рібас після командування російською імператорською армією, за підтримки Катерина II, проти османських військ.
В ході Громадянської війни в Іспанії (1936—1939) на боці Іспанської республіки в складі інтербригад воювала українська рота, набрана з західноукраїнських комуністів. Іспанських націоналістів під проводом Франко підтримували колишні військовики УНР, які втратили батьківщину в боротьбі з комунізмом.

### Новітня
Уряд Королівства Іспанія визнав Україну як незалежну державу 31 грудня 1991 року.
Дипломатичні відносини між Україною і Королівством Іспанія були встановлені 30 січня 1992 р. підписанням у Празі спільного комюніке. У серпні 1992 р. розпочало роботу в Києві постійне дипломатичне представництво Королівства Іспанія в Україні. У червні 1995 року відкрито Посольство України в Мадриді.
Подальшому розвитку двосторонніх відносин сприяв візит міністра закордонних справ Іспанії Франсіско Фернадеса Ордоньєса в Україну 23 квітня 1992 р. Під час цього візиту сторони підписали меморандум про консультації між урядами двох країн, який передбачав, зокрема, періодичне обговорення міжнародних питань, теми роззброєння та двосторонніх відносин. Також Україна  отримала від Іспанії кредит у 250 мільйонів доларів для закупівлі іспанських товарів та послуг.
8 лютого 1994 Іспанію відвідав з офіційним візитом міністр закордонних справ України А. Зленко, якого супроводжувала група українських підприємців. Українського міністра прийняв Король Іспанії Х. Карлос, відбулися зустрічі із Главою Уряду Іспанії Феліпе Гонсалесом та іншими міністрами. В ході візиту був парафований текст Договору про дружбу і співробітництво між двома державами.

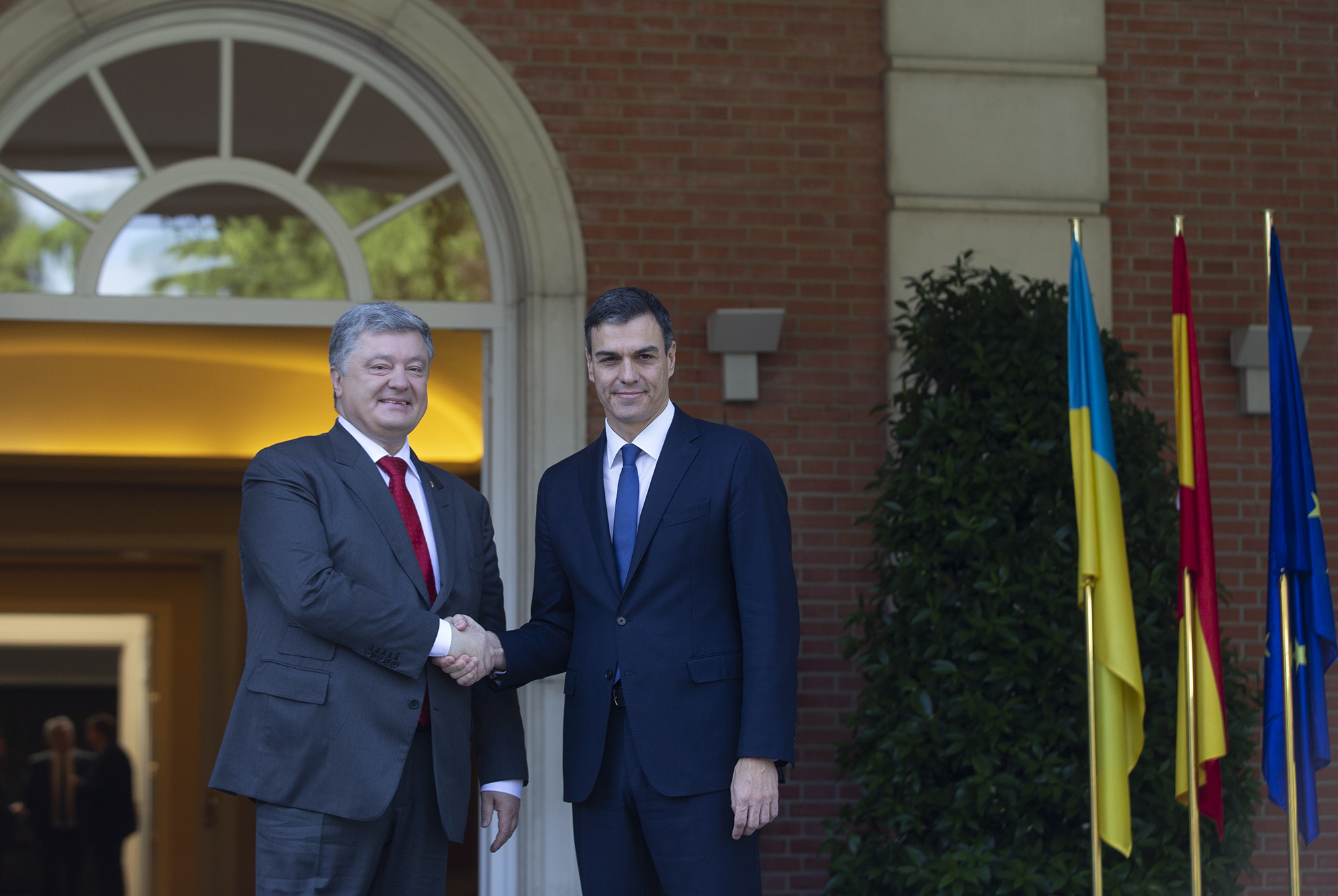
Петро Порошенко та Педро Санчес (2018).

Важливою подією двосторонніх відносин став державний візит до Іспанії Президента України Л. Кучми, який відбувся 7 жовтня 1996 року.
Під час цього візиту підписано низку двосторонніх угод: Договір про дружбу і співробітництво між Україною та Іспанією, Угода про економічне та промислове співробітництво, Угода про повітряне сполучення, Угода про співробітництво в галузі освіти, науки і культури, Угода про соціальне забезпечення громадян.
Президента України Леоніда Кучму прийняв Король Іспанії Х.Карлос, який підтвердив підтримку Іспанії майбутньої інтеграції України в ЄС, а також схвально оцінив підписання 14 січня 1994 року Президентами трьох держав (України, США та Росії) тристоронньої заяви, відповідно до якої Україна, зокрема, підтвердила своє зобов'язання приєднатися до Договору про нерозповсюдження ядерної зброї. Під час візиту відбулася зустріч Президента України Л. Кучми з Главою Уряду Іспанії Хосе Марією Аснаром, а також керівників зовнішньополітичних відомств двох країн.
На завершення візиту очільники обох держав щедро обмінялися державними нагородами. Президент Л. Кучма нагородив короля Хуана-Карлоса де Борбона Орденом князя Ярослава Мудрого І ступеня. Цією ж відзнакою (на той час — найвищою державною нагородою України для українців та іноземців) нагороджено й королеву Софію Грецьку. З іспанського боку, уряд країни постановив, а іспанський король вручив Леоніду Кучмі вищий ступінь Ордена «За цивільні заслуги», а Людмилі Кучмі — дамський (жіночий) ступінь цього ж ордена. Більше того: другим ступенем Ордена «За цивільні заслуги» (Великим Хрестом) було нагороджено міністра закордонних справ Геннадія Удовенка.
6—7 листопада 2001 року відбувся візит в Україну міністра закордонних справ Іспанії Хосепа Піке, який провів зустрічі з міністром закордонних справ України А. М. Зленком, Президентом Л. Д. Кучмою та Прем'єр-міністром А. К. Кінахом. Глава іспанської дипломатії запевнив українське керівництво, що Іспанія під час свого головування в ЄС у першому півріччі 2002 року докладе максимальних зусиль задля політичного і економічного зближення України з європейськими структурами. Під час візиту Х.Піке до Києва була також підписана Угода про науково-технічне співробітництво між Україною та Іспанією.
Поступово розвивалося міжпарламентське співробітництво. У березні 2007 року, вперше за історію двосторонніх відносин, у Конгресі депутатів Іспанії створили Групу дружби з Україною. В Україні зі вдячністю сприйняли рішення Конгресу депутатів від 30 травня 2007 р. про вшанування пам'яті жертв Голодомору в Україні 1932—1933 рр. з нагоди 75-х роковин трагедії.
Обмін візитами міністрів закордонних справ України та Іспанії впродовж 2007 року створив передумови для виведення двосторонніх відносин на якісно новий рівень.
5 липня 2007 року відбувся візит в Україну міністра закордонних справ та співробітництва Іспанії М. А. Моратіноса як чинного голови ОБСЄ. Під час перебування в Києві М. А. Моратінос зустрівся з Президентом України В. А. Ющенком, віцепрем'єр-міністром М. Я. Азаровим та міністром закордонних справ А. П. Яценюком. Крім тематики ОБСЄ, під час офіційних зустрічей обговорювалося широке коло питань двосторонніх відносин.
16—17 листопада 2007 року відбувся робочий візит до Іспанії міністра закордонних справ України А. П. Яценюка. Під час візиту А. П. Яценюк провів переговори та зустрічі з міністром закордонних справ і співробітництва Іспанії М. А. Моратіносом, заступником Голови Конгресу депутатів Іспанії, головою групи дружби з Україною І.Хілем Ласаро, взяв участь у роботі українсько-іспанського бізнес-форуму, а також зустрівся з представниками української громади та керівниками українських організацій, які діють в Іспанії.
У 2008 р. міністри закордонних справ України та Іспанії В. С. Огризко і М. А. Моратінос зустрічалися в рамках 63-ї сесії ГА ООН (25 вересня), а також під час засідання КУН у Брюсселі (3 грудня).
2—3 листопада 2009 р. міністр закордонних справ і співробітництва Іспанії М. А. Моратінос здійснив офіційний візит в Україну, в ході якого провів зустрічі та переговори з Президентом України В. А. Ющенком, Головою Верховної Ради В. М. Литвиним, віцепрем'єр-міністром Г. М. Немирею, міністром закордонних справ П. О. Порошенком. За результатами переговорів керівників зовнішньополітичних відомств України та Іспанії підписано спільну заяву, в якій зафіксована налаштованість сторін до інтенсифікації політичного діалогу, зміцнення співробітництва за всіма напрямами, а також подальшого розширення договірно-правової бази.
У 2009 р. у Києві відбулися українсько-іспанські політичні консультації за участю заступника міністра закордонних справ України К. П. Єлісєєва та генерального директора з питань зовнішньої політики МЗС Іспанії А.Лусіні, а також двосторонні консультації з європейських питань на рівні директорів департаментів.
Важливе значення у контексті європейської інтеграції України під час Іспанського головування в ЄС у першому півріччі 2010 року мав візит до Мадриду міністра закордонних справ України П. О. Порошенка 11 січня, під час якого відбулися переговори з главою МЗС Іспанії М. А. Моратіносом та зустріч з Королем Іспанії Хуаном Карлосом. За результатами переговорів М. А. Моратінос висловив готовність іспанської сторони сприяти подальшому зміцненню співпраці між Україною та ЄС під час головування Іспанії в ЄС. Основним підсумком візиту стало підписання Угоди про взаємне визнання і обмін національних посвідчень водіїв.
У 2010 р. міністр закордонних справ України К. І. Грищенко провів дві зустрічі з главою МЗС Іспанії М. А. Моратіносом, зокрема в межах Конференції з розгляду дії ДНЯЗ (3 травня, м. Нью-Йорк) та 65-ї сесії ГА ООН (25 вересня).
Сторони підтримують активний політичний діалог. Серед останніх контактів вищих посадових осіб слід відзначити офіційний візит Президента України П. О. Порошенка до Іспанії (2—4 червня 2018 року), під час якого Глава Української держави провів зустрічі з Королем Іспанії Феліпе VI, Главою Уряду П.Санчесом і Головою Конгресу депутатів А.Пастор. Підтримується високий рівень співробітництва по лінії міністерств закордонних справ. Так, 29—30 жовтня 2017 року відбувся робочий візит міністра закордонних справ та співробітництва Іспанії А.Дастіса в Україну, 19 жовтня 2018 року в м. Мадрид проведено двосторонні консультації на рівні політичних директорів МЗС Іспанії та України, 14 жовтня 2019 року на полях засідання Ради ЄС із закордонних справ у Люксембурзі відбулася зустріч міністра закордонних справ України Вадима Пристайка з в.о. міністра закордонних справ, ЄС і співробітництва Іспанії Жозепом Боррелєм.
10 вересня 2020 року міністр закордонних справ України Дмитро Кулеба здійснив офіційний візит до Королівства Іспанія. Відбулися переговори з міністром закордонних справ, Європейського Союзу та співробітництва Іспанії Аранчею Гонсалес Лайєю, а також зустрічі з Головою Сенату Генеральних Кортесів Іспанії Марією Пілар Льйоп Куенкою та Генеральним секретарем Всесвітньої туристичної організації Зурабом Пололікашвілі. Керівник зовнішньополітичного відомства України мав аудієнцію у Короля Іспанії Феліпе VI. Під час візиту суттєво розширено договірно-правову базу українсько-іспанських відносин шляхом підписання: Конвенції між Україною та Королівством Іспанія про уникнення подвійного оподаткування стосовно податків на доходи та запобігання податковим ухиленням і уникненням і Протокол до неї; Меморандуму про взаєморозуміння між Міністерством закордонних справ України та Міністерством закордонних справ, Європейського Союзу та співробітництва Королівства Іспанія у сфері кібербезпеки; Меморандуму про взаєморозуміння між Міністерством розвитку економіки, торгівлі та сільського господарства України та Міністерством сільського та рибного господарства і продовольства Королівства Іспанія в галузі сільського господарства та харчової промисловості; Угоди між Україною та Королівством Іспанія про співробітництво та взаємну допомогу у митних справах.
Іспанія стала однією з найперших країн, яка у 2014 році надала гуманітарну підтримку Збройним силам України.
З 2005 року почесним консулом України у Валенсії — на той час єдиним на Іспанію — за згодою призначений видатний іспанський юрист Луїс-Міель Ромеро Вільяфранка.
З січня 2021 року консулкою та керівником Консульства України в Малазі є Крамаренко Світлана Миколаївна.
З 2022 почесним консулом України у Валенсії був призначений Пабло Хіль.
У листопаді 2024 у місті Пальма-де-Майорка відбулося відкриття Почесного консульства України на Балеарських островах, створене для співпраці між Україною та Іспанією у бізнесі, торгівлі, технологіях і культурі. Почесним консулом України на Балеарських островах призначено Володимира Носова. Урочисте відкриття відвідали державні та культурні діячі, представники місцевої влади, бізнесу та української громади, у тому числі посол України в Іспанії Сергій Погорельцев. Під час заходу відбувся благодійний аукціон, на якому зібрали 8.4 млн грн на підтримку українських дітей, постраждалих від війни, лотами стали картини художниці Олени Борисової.

## Українська діаспора в Іспанії
Формування української діаспори в Іспанії розпочалося після Другої світової війни. Перша група українців прибула до Іспанії наприкінці 1946 р. з табору переміщених осіб в Ріміні (Італія). Це були молоді люди студентського віку, які завдяки допомозі Ватикану та Червоного хреста одержали від іспанського уряду згоду на продовження свого навчання в Іспанії. У лютому 1947 р. прибула друга група. Разом в обох групах було 25 осіб. Вони навесні 1947 р. заснували «Українську студентську громаду в Іспанії», яку очолював Юрій Карманін. «Українська студентська громада в Іспанії» проіснувала майже 20 років, найбільш активними й успішними з яких були перші 6—7 років. Згодом чисельність громади поступово зменшилася, головним чином через виїзд її членів до США та Канади.
Наразі в Іспанії наявна одна з найчисельніших українських діаспор, яка налічує понад 115 тис. осіб.
У різних провінціях Іспанії налічується з десяток вулиць, що мають назву на честь України («Україна»). 2006 року в передмісті Барселони встановлено пам'ятний знак катастрофі на ЧАЕС. До 200-річчя Великого Кобзаря, в Алкалі де Енарес, місті народження Сервантеса, українці розпланували «садок вишневий» з 47 дерев і відкрили пам'ятний знак Тарасові Шевченку.
З нагоди 400-річчя смерті Мігеля де Сервантеса, з ініціативи Українського товариства Університету Валенсії та підтримки Асоціації іспаністів України, в Державному історико-культурному заповіднику Нагуєвичі відкрито барельєф автору повісті про Дон Кіхота (українським коштом).

## Посольства
- Посольство України в Іспанії
- Посольство Іспанії в Україні